# Amphineurus hudsoni
Amphineurus (Amphineurus) hudsoni là một loài ruồi trong họ Limoniidae. Chúng phân bố ở miền Australasia.